# البيئة السردية
البيئة السردية هي مساحة سواء كانت مادية أو افتراضية، يمكن أن تتكشف فيها القصص. بيئة السرد الافتراضي هي الإطار السردي الذي يمكن من خلاله استمرار السرد. وقد تكون بيئة السرد المادي منطقة عرض داخل متحف، أو أماكن عامة، أو في أي مكان حيث يمكن سرد القصص. وهو أيضًا مصطلح صاغته كلية سنترال سانت مارتينز للفنون والتصميم، حيث قدمت الدورة التدريبية الأولى حول البيئة السردية في عام 2003، وهي دورة على مستوى الماجستير بدوام كامل لمدة عامين، تؤدي إلى درجة الماجستير في الممارسة الإبداعية للبيئات السردية.

## وصلات خارجية
- دورة في كلية سنترال سانت مارتينز للفنون والتصميم
- البيئات الروائية - معهد أبحاث متعدد التخصصات متخصص في بيئات السرد
- علم البيئة السردي منهجية عملية تم تطويرها للاستفادة من السرد عند إنشاء البيئات السردية أو تصميمها أو وضع تصور لها.